# USS Bullhead (SS-332)
Za druga plovila z istim imenom glejte USS Bullhead.
USS Bullhead (SS-332) je bila jurišna podmornica razreda balao v sestavi Vojne mornarice Združenih držav Amerike.